# وانی‌پرویر
وانی‌پرویر (انگلیسی: Vaniprevir) (MK-7009) یک مهارکننده پروتئاز ویروس هپاتیت ث ماکروسیکلیک (HCV) NS3/4A است که توسط Merck & Co. ساخته شده است که در حال حاضر در آزمایش بالینی است.

این دارو در ژاپن، برای درمان هپاتیت ث در سال ۲۰۱۴ با نام تجاری Vanihep تأیید شد.